# Lasmanipulator
Een lasmanipulator is een hulpstuk bij het lassen.
De kwaliteit van een lasverbinding is van vele factoren afhankelijk, één daarvan is de laspositie. Het lassen ‘onder de hand’ garandeert de beste las, maar lang niet altijd kan de lasser het werkstuk ‘onder de hand’ lassen omdat het werkstuk dat niet toelaat. In dergelijke gevallen wordt een lasmanipulator gebruikt die het werkstuk dusdanig positioneert dat de lasser wel ‘onder de hand’ kan lassen.
Er zijn verschillende typen lasmanipulatoren: er zijn tafels die het werkstuk vastklemmen en positioneren en er zijn rollenbanken voor het roteren van pijpen. Daarnaast zijn er ook laskolommen die voorzien zijn van een arm met daarop een laskop voor het lassen op moeilijke plekken.